# NGC 6757
NGC 6757 је спирална галаксија у сазвежђу Змај која се налази на NGC листи објеката дубоког неба.
Деклинација објекта је + 55° 43' 3" а ректасцензија 19h 5m 6,1s. Привидна величина (магнитуда) објекта NGC 6757 износи 13,0 а фотографска магнитуда 13,9. NGC 6757 је још познат и под ознакама UGC 11401, MCG 9-31-19, CGCG 280-13, PGC 62752.